# Robert B. Schnabel
Robert B. Schnabel (* 18. Dezember 1950 in Queens, New York, USA) ist ein US-amerikanischer Informatiker und Hochschullehrer. Er ist emeritierter Professor für Informatik an der Indiana University Bloomington (IUB). Er ist Mitbegründer des National Center for Women & Information Technology und CEO der Association for Computing Machinery (ACM).

## Leben und Werk
Schnabel studierte Mathematik am Dartmouth College, wo er 1971 seinen Bachelor-Abschluss erhielt. Von 1973 bis 1977 studierte er Informatik an der Cornell University und erwarb 1975 seinen Master-of-Science-Abschluss. 1977 promovierte er dort bei John E. Dennis mit der Dissertation: Analyzing and Improving Quasi-Newton Methods for Unconstrained Optimization.
Anschließend war er am Department of Computer Science der University of Colorado, Boulder bis 1980 Assistent Professor, dann bis 1988 Associate Professor, bis 2007 Professor und von 2007 bis 2017 Professor Emeritus. Von 2007 bis 2015 war er an der Indiana University Professor of Computer Science and of  Informatics und Dean der School of Informatics and Computing. Von 2009 bis 2010 war er Interim IU-Vizepräsident für Forschung. Die Indiana University School of Informatics and Computing wurde 2000 als erste Schule ihrer Art in den Vereinigten Staaten gegründet und widmet sich der Forschung und Lehre in der Computer- und Informationstechnologie mit Schwerpunkt auf Wissenschaft, Anwendungen und gesellschaftlichen Auswirkungen.

## Forschung
Zu Schnabels Forschungsgebieten gehören Numerische Berechnungen einschließlich numerischer Lösung von uneingeschränkten und eingeschränkten Optimierungsproblemen, Lösung von Systemen nichtlinearer Gleichungen und nichtlinearer kleinster Quadrate, Anwendungen der Optimierung in der Molekularchemie, Parallele und verteilte Berechnungen einschließlich paralleler numerischer Sprachen und paralleler numerischer Algorithmen.

## Weitere Aktivitäten
Er war 2004 Mitbegründer und bis 2015 Mitglied des Führungsteams der landesweit gemeinnützigen Organisation National Center for Women & Information Technology (NCWIT). Er war Gründungsvorsitzender des Education Policy Committee der Association for Computing Machinery (ACM), Vorsitzender des Beratungsausschusses der Computing Alliance of Hispanic Serving Institutions und war Mitbegründer der Alliance for the Advancement of African-American Researchers in Computing. Von 1997 bis 2007 war er Gründungsdirektor des Alliance for Technology, Learning and Society (ATLAS) Institute an der University of Colorado in Boulder, dem Hauptsitz des NCWIT. Er war seit 2012 Mitglied des Beratungsausschusses des National Science Foundation Directorate for Computer and Information Science and Engineering (NSF CISE).
Er war Chefredakteur von SIAM Review und Mitherausgeber mehrerer Zeitschriften, darunter SIAM Journal on Optimization, Mathematical Programming und Operations Research Letters.
2016 wurde an der Indiana University Bloomington das Schnabel Scholar-Programm eingerichtet.

## Auszeichnungen (Auswahl)
- 1993: ACM Recognition of Service Award
- 2009: Fellow of the Society for Industrial and Applied Mathematics (SIAM)
- 2010: ACM Fellow[6]
- 2011: Champion of Change des Weißen Hauses[7]
- 2012: A. Nico Habermann Award zusammen mit Lucy Sanders und Telle Whitney[8]
- 2014: TechPoint Trailblazer in Technology Award[9]
- 2019: Indiana University Bicentennial Medal
- 2021: Computer Science Teachers Association Volunteer of the Year

## Veröffentlichungen (Auswahl)
- mit J. E. Dennis, Jr.: Numerical Methods for Unconstrained Optimization and Nonlinear Equations. Society for Industrial and Applied Mathematics (SIAM), 1996, ISBN 978-0-89871-364-0.